# Томащук, Константин
Константин Томащук (укр. Костянти́н Томащу́к; 13 марта 1840, Черновцы, Австрийская империя — 19 октября 1889, Вена, Австро-Венгрия) — австро-венгерский общественно-политический деятель, депутат австрийского парламента, юрист, учёный, профессор, доктор права, первый ректор Черновицкого университета в 1875—1876 годах.

## Биография

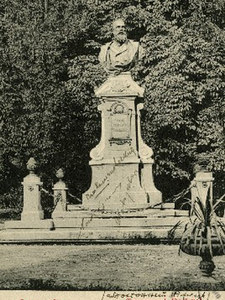
Демонтированный памятник Константина Томащука работы скульптора А. Бренека

Родился в семье православного священника, украинец по происхождению. В 1857 году окончил Черновицкую гимназию, поступил во Львовский университет, где изучал право, философию и исторические науки. После окончания университета, служил во Львовской финансовой прокуратуре.
В августе 1864 года получил учёную степень доктора права. В течение пяти лет работал в Трансильвании (теперь Румыния). В 1870 году, получив назначение советником краевого суда, вернулся в Черновцы. Позже стал членом краевой комиссии по выкупу и урегулированию податных отношений.
Занимался парламентской деятельностью, в течение 1871—1889 избирался депутатом нижней палаты австрийского парламента и депутатом Буковинского краевого сейма, в качестве представителя крестьянских общин. Как политик, был решительным противником национализма. Прекрасный оратор. 

«Лучшего оратора, нежели Константин Томащук, в Австрии нет», — писали тогдашние газеты.
Сыграл значительную роль в создании Черновицкого немецкого университета им. Франца Иозефа I. Ещё в марте 1872 года поднимал вопрос об основании вуза на заседании австрийского парламента, а в ноябре того же года — в буковинском ландтаге (парламент коронного края).
4 октября 1875 стал его первым ректором университета. Преподавал там же, был профессором австрийского гражданского процесса, торгового и вексельного права и философии права, председателем государственной экзаменационной комиссии.
В день открытия университета професор д-р К. Томащук стал почетным членом университета во Франкфурте н./М. Он был почётным членом «Немецко-австрийского научного общества Венской высшей школы», «Общества румынской культуры и литературы Буковины» и многих других.
Был избран почётным гражданином городов Радауц и Черновцы.
Умер в Вене от рака желудка. 17 октября 1897 года в Черновцах в Народном саду (ныне — Центральный парк культуры и отдыха имени Т. Г. Шевченко) был открыт памятник К. Томащука в виде бронзового бюста на постаменте. Почти через полвека памятник был ликвидирован коммунистической властью. 3 октября 2015 года памятник професора К.Томащука был заново открыт на том же месте.
На Центральном кладбище Вены, где был похоронен К. Томащук, ему установлен памятник, сохранившийся до сих пор.